# Paradela de Guiães
Paradela de Guiães é uma povoação portuguesa do Município de Sabrosa que foi sede da extinta Freguesia de Paradela de Guiães, freguesia que tinha 9,37 km² de área e 103 habitantes (2011), e, por isso, uma densidade populacional de 11 hab/km².
A Freguesia de Paradela de Guiães foi extinta (agregada) pela reorganização administrativa de 2012/2013, tendo o seu território sido agregado ao da Freguesia de São Martinho de Anta para criar a União de Freguesias de São Martinho de Anta e Paradela de Guiães.
Foi outrora um lugar pertencente à Freguesia de Guiães, tendo este sido desanexado daquela, devido a desavenças entre os moradores, donde resultaram mortos.

## População
| Número de habitantes | Número de habitantes | Número de habitantes | Número de habitantes | Número de habitantes | Número de habitantes | Número de habitantes | Número de habitantes | Número de habitantes | Número de habitantes | Número de habitantes | Número de habitantes | Número de habitantes | Número de habitantes | Número de habitantes |
| -------------------- | -------------------- | -------------------- | -------------------- | -------------------- | -------------------- | -------------------- | -------------------- | -------------------- | -------------------- | -------------------- | -------------------- | -------------------- | -------------------- | -------------------- |
| 1864                 | 1878                 | 1890                 | 1900                 | 1911                 | 1920                 | 1930                 | 1940                 | 1950                 | 1960                 | 1970                 | 1981                 | 1991                 | 2001                 | 2011                 |
| 489                  | 524                  | 480                  | 467                  | 463                  | 419                  | 406                  | 443                  | 481                  | 497                  | 249                  | 226                  | 180                  | 154                  | 103                  |

(Obs.: Número de habitantes "residentes", ou seja, que tinham a residência oficial neste concelho à data em que os censos  se realizaram.)
| Distribuição da População por Grupos Etários em 2001 e 2011 | Distribuição da População por Grupos Etários em 2001 e 2011 | Distribuição da População por Grupos Etários em 2001 e 2011 | Distribuição da População por Grupos Etários em 2001 e 2011 | Distribuição da População por Grupos Etários em 2001 e 2011 | Distribuição da População por Grupos Etários em 2001 e 2011 | Distribuição da População por Grupos Etários em 2001 e 2011 | Distribuição da População por Grupos Etários em 2001 e 2011 | Distribuição da População por Grupos Etários em 2001 e 2011 | Distribuição da População por Grupos Etários em 2001 e 2011 |
| ----------------------------------------------------------- | ----------------------------------------------------------- | ----------------------------------------------------------- | ----------------------------------------------------------- | ----------------------------------------------------------- | ----------------------------------------------------------- | ----------------------------------------------------------- | ----------------------------------------------------------- | ----------------------------------------------------------- | ----------------------------------------------------------- |
| Idade                                                       | 0-14                                                        | 15-24                                                       | 25-64                                                       | > 65                                                        |                                                             | 0-14                                                        | 15-24                                                       | 25-64                                                       | > 65                                                        |
| 2001                                                        | 10                                                          | 15                                                          | 64                                                          | 65                                                          |                                                             | 6,5%                                                        | 9,7%                                                        | 41,6%                                                       | 42,2%                                                       |
| 2011                                                        | 4                                                           | 6                                                           | 46                                                          | 47                                                          |                                                             | 3,9%                                                        | 5,8%                                                        | 44,7%                                                       | 45,6%                                                       |

## Património
- Igreja Paroquial de Santa Comba de Paradela de Guiães;
- Cabido do Senhor dos Aflitos, no lugar de Cancêlo;
- Capela de Santa Bárbara, no Calvário;
- Marco granítico n.º 33;
- Marcos graníticos n.º 31 e 32;
- Fonte;
- Escola Rocha Cabral;
- Tanques.